# 特雷维桑·卡佩罗宫

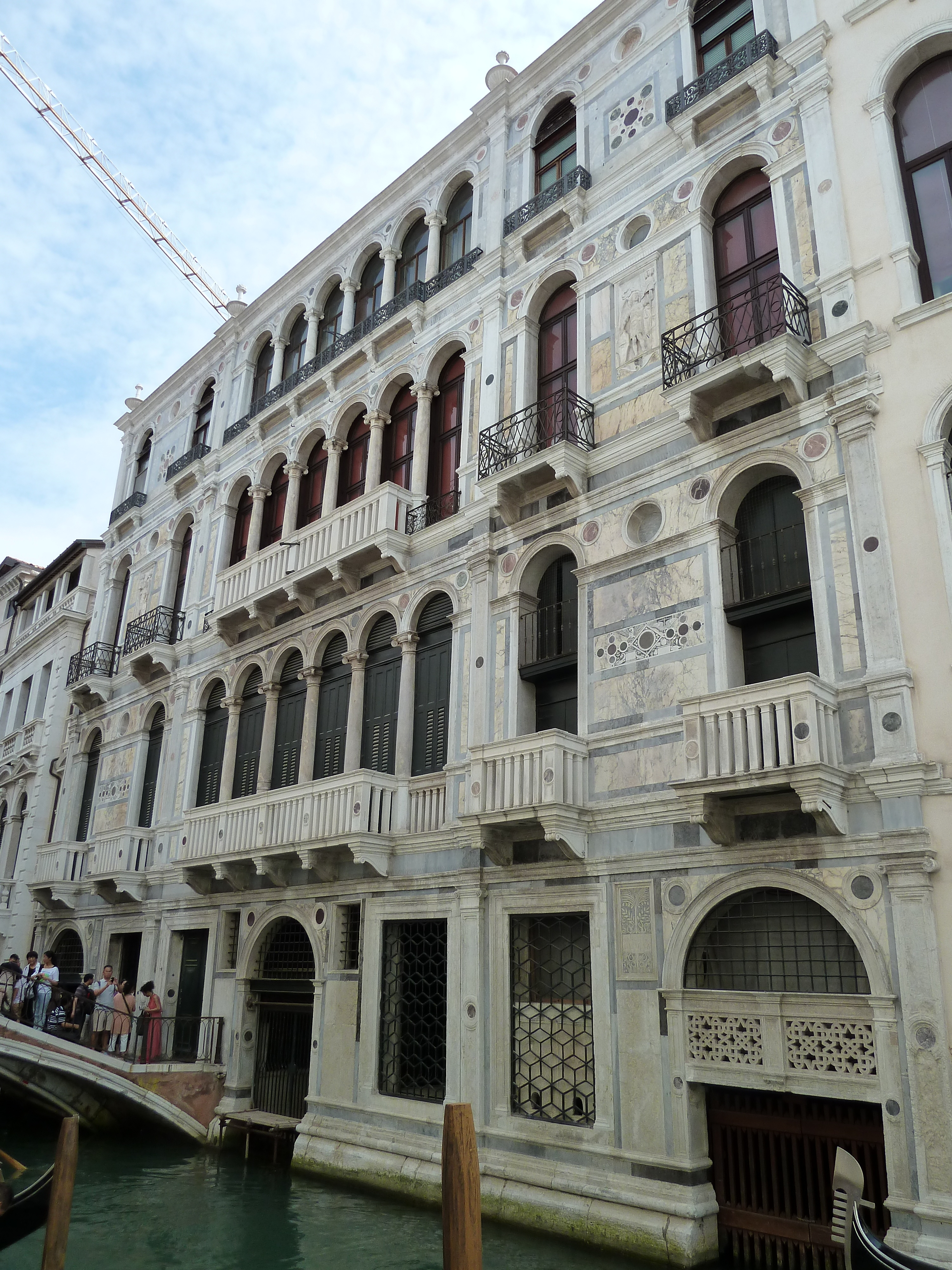
特雷维桑·卡佩罗宫

特雷维桑·卡佩罗宫（Palazzo Trevisan Cappello）是一座历史建筑，位于意大利威尼斯的城堡区（Castello) ，宫殿河（Rio di Palazzo）东岸，对岸是宗主教宫（Palazzo Patriarcale）。距离斯拉夫人堤岸（Riva degli Schiavoni）和圣马可广场（Piazza San Marco）不远。进入宫殿要经过私人拥有的卡佩罗桥（Ponte di Ca' Cappello）。

## 历史
特雷维桑·卡佩罗宫由特雷维桑家族建于16世纪上半叶，建筑师巴托洛梅奥·邦（Bartolomeo Bon）是毛罗·科杜西（Mauro Codussi）的弟子。1577年，宫殿归属比安卡·卡佩羅所有，很快成为情夫弗朗切斯科一世·德·美第奇的住所。

## 建筑
特雷维桑·卡佩罗宫的立面是威尼斯文艺复兴建筑中最具建筑美的建筑之一，拥有多达37扇窗户，它们分布在四个楼层，除底楼外，其他三层楼的中央有3个六联窗。整个立面拥有很多优雅的大理石装饰。底楼有三个水门直接与运河相通。